# Убийство семьи банкира Яхонтова
Уби́йство семьи́ банки́ра Я́хонтова — резонансное преступление: произошедшее в Москве в октябре 2021 года убийство 57-летнего банкира, его жены и ребёнка. Подозреваемый в совершении преступления был задержан через сутки; позднее он покончил с собой в СИЗО Витебска.

## Общие сведения
Михаил Николаевич Яхонтов, 1964 года рождения, — бывший топ-менеджер обанкротившегося «Смоленского банка»; проживал в жилом комплексе «Воробьевы горы» на Мосфильмовской улице в Москве.
Тела обнаружила старшая дочь топ-менеджера Анастасия (проживавшая отдельно), вместе с домработницей. По её словам, родители не выходили на связь с 24 числа.
Был убит, предположительно, за долги. Различные источники называют суммы от 2 до 8,5 млрд руб.
Вместе с ним погибли его жена Антонина Носарева и 8-летний сын Глеб.

## Предыстория
В 2016 году Михаил Яхонтов вместе с другими топ-менеджерами Смоленского банка был привлечен к уголовной ответственности по делу об особо крупной растрате и преднамеренном банкротстве кредитного учреждения (ч. 4 ст. 160 УК РФ и ст. 196 УК РФ).Коммерсантъ
Яхонтов отбыл срок лишения свободы в соответствии с действующим законодательством.
7-го сентября по иску Смоленского банка Московский арбитраж признал Михаила Яхонтова банкротом и назначил управляющего его имуществом.

## Расследование
26 октября 2021 года Следственный комитет возбудил уголовное дело по факту убийства трёх человек; точные причины смерти будут известны после ряда судебно-медицинских экспертиз. Следственные действия на месте убийства, в квартире на 29-м этаже, продолжаются, ведётся розыск преступников.
Тройное убийство, предположительно, было совершено в понедельник вечером: следствие установило, что жильцы дома слышали из квартиры Яхонтова шум и крики.
Яхонтов ранее отбывал срок за преднамеренное банкротство и вывод средств за рубеж. Он вышел на свободу в 2020 году. В июне 2021 года в отношении Яхонтова приставами было возбуждено исполнительное производство о принудительном взыскании более 8,4 млрд рублей по решению Тверского суда Москвы от 2019 года.
Подозреваемые  могли скрыться на белом Hyundai Solaris.
Предполагаемый убийца был задержан сутки спустя: 27 октября 2021 года. По предварительным данным,[каким?] это бывший деловой партнёр предпринимателя Андрей Скрипкин, который был задержан в Белоруссии, когда направлялся в Европу.
Андрею Скрипкину собираются предъявить обвинение по статьям:
- «Убийство двух и более лиц» и
- «Убийство малолетнего».

Подозреваемому (подозреваемым) грозит пожизненное лишение свободы.
Расследованием руководит глава ГСУ по Москве Андрей Стрижов.
Яхонтов в 2016 году проходил по делу о растрате и преднамеренном банкротстве банка. По версии следствия, он и другие сотрудники московского филиала Смоленского банка вывели на счета подконтрольных иностранных компаний больше 600 млн рублей. По этому делу его осудили на шесть лет заключения, а также обязали выплатить больше 2 млрд рублей по гражданскому иску.
28 октября 2021 года подозреваемый в убийстве, Андрей Скрипкин, совершил суицид в белорусском следственном изоляторе. Данную информацию сообщил новостному агентству «Интерфакс» информированный источник. В настоящий момент агентство не располагает официальным подтверждением этой информации. Позже в тот же день в Следственном комитете России сообщили, что получили из Белоруссии данные о самоубийстве обвиняемого. Самоубийство произошло в СИЗО белорусского Витебска.
Посольство РФ в Белоруссии собирает информацию о суициде Андрея Скрипкина, передает РИА «Новости». «Ситуация и информация о ней развивалась стремительно. Консульский отдел ее проверяет. Мы сами ждем официальный комментарий белорусских правоохранительных органов», — указали в дипмиссии.
Белорусские следователи подтвердили суицид предполагаемого убийцы.